# Sociedade Esportiva União
O Sociedade Esportiva União foi um clube brasileiro de futebol da cidade de Russas, no estado de Ceará.

## Participações no Campeonato Cearense da Segunda Divisão
| Ano  | Posição |
| 1994 | 8º      |